# Gymnoscopelus opisthopterus
Gymnoscopelus opisthopterus és una espècie de peix de la família dels mictòfids i de l'ordre dels mictofiformes.

## Morfologia
- Els mascles poden assolir 16,2 cm de longitud total.[3][4]

## Hàbitat
És un peix marí i d'aigües profundes que viu entre 550-900 m de fondària.

## Distribució geogràfica
Es troba a l'oceà Antàrtic.